# Strażnica Straży Granicznej w Wiżajnach
Strażnica Straży Granicznej w Wiżajnach – zlikwidowana graniczna jednostka organizacyjna Straży Granicznej realizująca zadania bezpośrednio w ochronie granicy państwowej z Republiką Litewską.

## Formowanie i zmiany organizacyjne
Strażnica Straży Granicznej w Wiżajnach (Strażnica SG w Wiżajnach) została utworzona 16 stycznia 1994 w miejscowości Wiżajny, zarządzeniem Komendanta Głównego Straży Granicznej, w strukturach Podlaskiego Oddziału Straży Granicznej .
W 1995 na stan etatowy 20 funkcjonariuszy SG, stan ewidencyjny wynosił 12 osób.
W 2002, Strażnica SG w Wiżajnach miała status strażnicy SG I kategorii.
Jako Strażnica Straży Granicznej w Wiżajnach funkcjonowała do 23 sierpnia 2005 i 24 sierpnia 2005, Ustawą z 22 kwietnia 2005 O zmianie ustawy o Straży Granicznej..., została przekształcona na placówkę Straży Granicznej w Wiżajnach (PSG w Wiżajnach) w strukturach Podlaskiego Oddziału Straży Granicznej .

## Ochrona granicy
Po stronie litewskiej na długości 102,4 km ochraniał granicę SOGP w Łodziejach.
Strażnica SG w Wiżajnach od 1 maja 1995, ochraniała odcinek granicy państwowej od znaku granicznego nr 1987 Wisztyniec – styk ze strażnicą SG w Dubienikach (Warmińsko-Mazurski Oddział Straży Granicznej).

### Wydarzenia
- 1993 – 28 czerwca w Wiżajnach wykupiony został budynek i teren po byłym zakładzie weterynaryjnym za sumę 2 mld. 311 mln starych złotych. W tym samym roku dokonano remontu budynku celem przystosowania go do warunków nowej strażnicy. Remont kosztował 261 mln starych złotych[9].
- 1994 – 16 stycznia w Wiżajnach, nowa strażnica rozpoczęła ochronę wyznaczonego odcinka granicy państwowej[2].
- 1995 – 24 kwietnia w ramach operacji „skrzydło” w rejon województwa łomżyńskiego i suwalskiego skierowano nieetatowe grupy funkcjonariuszy do prowadzenia obserwacji i przeciwdziałania nielegalnym przelotom i przerzutom emigrantów drogą powietrzną. Wydzielone siły ze strażnic, kompanii odwodowych i Wydziału Ochrony Granicy Państwowej (WOGP) działały przez okres pół roku[10]).
- 1996 – 8 maja na odcinku strażnicy Wiżajny zostało zatrzymanych 63 obywateli Afganistanu, w tym 24 dzieci. Grupa została zatrzymana w drodze do Niemiec. Większość stanowiły całe rodziny. Przybysze byli wyczerpani, a dzieci wygłodzone i zziębnięte. Po udzieleniu niezbędnej pomocy, grupę przekazano stronie litewskiej[11].
- 1999 – luty, strażnica otrzymała na wyposażenie samochody osobowo-terenowe Land Rover Defender I 110[12], motocykle marki KTM i czterokołowe typu TRX marki Honda oraz konie do pełnienia służby granicznej[13] Kacper i Chan[a][14].
- 1999 – wrzesień, delegacja Służby ds. Cudzoziemców i Granic Portugalii, zapoznała się z pracą strażnicy SG w Wiżajnach[15].

### Strażnice sąsiednie
- Strażnica SG w Gołdapi[16] ⇔ Strażnica SG w Rutce-Tartak – 16.01.1994[17]
- Strażnica SG w Dubienikach[16] ⇔ Strażnica SG w Rutce-Tartak – 1.05.1995[18].

## Komendanci strażnicy
- por. SG/mjr SG Krzysztof Sobiech[14][19] (16.01.1994[20]–2005).